# 두 언어 병용 교육
두 언어 병용 교육(Bilingual education)에서 학생들은 두 개 이상의 언어로 가르침을 받는다. 두 언어 모두 수학, 과학, 역사 등 다양한 내용 영역의 교육에 사용된다는 점에서 제2언어를 과목으로 배우는 것과는 다르다. 각 언어에 소요되는 시간은 모델에 따라 다르다. 예를 들어, 일부 모델은 학생의 전체 교육 과정에서 두 언어 모두의 교육을 제공하는 데 중점을 두는 반면, 다른 모델은 점진적으로 하나의 언어로만 교육하도록 전환한다. 두 언어 병용 교육의 궁극적인 목표는 번역, 재구성 등 다양한 전략을 통해 두 언어의 유창함과 읽고 쓰는 능력을 갖추는 것이다.

## 같이 보기
- 제2언어로서의 영어
- 문해